# Intel
Intel Corporation (også kendt som Intel) er et amerikansk multinationalt teknologiselskab med hovedkvarter i Santa Clara i Californien, USA. Det er målt på omsætning verdens største og mest værdifulde producent af halvlederchips og opfinderen af x86 mikroprocessorer, som findes i de fleste PC'er.

## Historie
Intel blev grundlagt i 1968 af halvlederpionererne Robert Noyce og Gordon Moore. Navnet er en sammentrækning af integrated og electronic. I de første år var firmaets vigtigste forretningsområde hukommelseschips (SRAM og DRAM), men med PC'ens globale gennembrud overtog mikroprocessoren det meste af opmærksomheden. Siden har Intel været verdens førende producent af mikroprocessorer.

## Regnskaber og ansatte
I 2016 havde Intel i alt 107.300 ansatte  og en årsomsætning på 59,38 mia USD, et nettooverskud på 10,31 mia USD og værdier for 113,3 mia USD.

## Danmark
I Danmark har firmaet en udviklings- og forskningsafdeling i Aalborg med omkring 200 ingeniører, der især arbejder med antenner og mobiltelefoners strømforbrug. En truet lukning af denne enhed blev annulleret i juni 2016.